# Semana Interna de Prevenção de Acidentes do Trabalho
Semana Interna de Prevenção de Acidentes do Trabalho (SIPAT) é um evento obrigatório nas empresas instaladas no Brasil segundo a legislação trabalhista.
A SIPAT deve ser organizada anualmente pela Comissão Interna de Prevenção de Acidentes (CIPA) em conjunto com o Serviço Especializado em Engenharia de Segurança e Medicina do Trabalho (SESMT) com o objetivo de conscientizar os empregados sobre a saúde e segurança no trabalho além da prevenção de acidentes.
Durante a semana, são realizadas atividades envolvendo os empregados com o objetivo de promover a conscientização, em geral com foco em um tema definido anteriormente. Entre as atividades estão palestras, treinamentos, avaliações médicas, atividades lúdicas, entre outras.

## CIPA
Segundo a legislação trabalhista as empresas também devem criar uma Comissão Interna de Prevenção de Acidentes (CIPA) que tem como outras atribuições além da organização da SIPAT, desenvolver ações para a prevenção de acidentes e doenças, preservando a saúde dos trabalhadores. Esta comissão é constituída por representantes do empregador e dos empregados.
É regida pela Lei nº 6.514 de 22 de dezembro de 1977 e regulamentada pela NR-5 do Ministério do Trabalho, a Comissão Interna de Prevenção de Acidentes foi aprovada pela portaria nº 3.214 de 8 de junho de 1978, publicada no Diário Oficial da União de 29 de dezembro de 1994 e modificada em 15 de fevereiro de 1995.